# Lista de bolas oficiais da Copa Africana de Nações
Este artigo traz uma lista com o nome das bolas usadas nas Copas Africanas de Nações.
Apenas a partir da edição de 2008 que o campeonato passou a ter uma bola oficial, fornecida pela Adidas.
| Campeonato | País-Sede                | Bola Oficial    | Imagem | Observações | Ref   |
| ---------- | ------------------------ | --------------- | ------ | --- | ----- |
| 2008       | Gana                     | Waba Aba        |        | O estilo do desenho é semelhante ao da Teamgeist utilizada na Copa do Mundo FIFA de 2006, mas com as cores da bandeira nacional do Gana (vermelho, amarelo e verde) e decorações alusivas a alguns elementos clássicos da cultura africana.                                    | [ 2 ] |
| 2010       | Angola                   | Jabulani Angola |        | O estilo do desenho é semelhante ao da Adidas Jabulani utilizada na Copa do Mundo FIFA de 2010, mas com as cores da Bandeira de Angola (vermelho, amarelo e preto). | [ 3 ] |
| 2012       | Gabão e Guiné Equatorial | Comoequa        |        | Possui design igual à bola usada na Euro 2012, a Adidas Tango. Porém, ela apresenta detalhes e coloração especial para representar os países-sede. | [ 4 ] |
| 2013       | África do Sul            | Katlego         |        | Assemelha-se à Cafusa, a bola oficial da Copa das Confederações FIFA de 2013, porém com detalhes alusivos à cultura africana (assim como a Adidas Jabulani na Copa do Mundo FIFA de 2010). Possui este nome pois Katlego é um nome comum a homens e mulheres na África do Sul. | [ 5 ] |